# Президентские выборы в Чаде (2021)
Президентские выборы в Чаде проходили 11 апреля 2021 года. Действующий президент Идрис Деби, правящий страной с 1990 года, баллотировался в этот раз на шестой срок. Некоторые средства массовой информации описывали Деби как авторитарного и «сильно закрепившегося» лидера.
Предварительные результаты, опубликованные 19 апреля, показали, что действующий президент Идрис Деби выигрывает голосование с результатом 79 %, однако на следующий день он был убит в сражении с антиправительственными войсками.

## Смерть Деби
11 апреля группа вооружённых повстанцев из «Фронта перемен и согласия в Чаде» захватила гарнизоны на севере Чада. 17 апреля правительственные власти заявили, что они уничтожили одну из колонн повстанцев и ищут остальные. На следующий Деби погиб во время посещения войск, получив ранения в столкновениях с повстанцами.

## Предварительные результаты
Предварительные результаты были опубликованы 19 апреля. Согласно им действующий президент Идрис Деби был переизбран с результатом 79,3 %.
| Кандидат                                                           | Партия                                        | Голоса    | %     |
| ------------------------------------------------------------------ | --------------------------------------------- | --------- | ----- |
| Идрис Деби                                                         | Народное движение спасения                    | 3 663 431 | 79,32 |
| Альбер Пахими Падаке                                               | Национальное объединение за демократию в Чаде | 476 464   | 10,32 |
| Лиди Бассемда                                                      |                                               | 145 867   | 3,16  |
| Феликс Ромадумнгар Ниальбе                                         |                                               | 87 722    | 1,90  |
| Брайс Мбаймон Гедмбайе                                             |                                               | 64 540    | 1,40  |
| Балтазар Алладум Джарма                                            |                                               | 59 965    | 1,30  |
| Салех Кебзабо                                                      |                                               | 47 518    | 1,03  |
| Теофил Бонгоро                                                     |                                               | 34 610    | 0,75  |
| Феофил Йомбомбе                                                    |                                               | 19 923    | 0,43  |
| Нгарледжи Йоронгар                                                 |                                               | 18 693    | 0,40  |
| Недействительных/пустых бюллетеней                                 | Недействительных/пустых бюллетеней            |           | -     |
| Всего                                                              | Всего                                         |           | 100   |
| Источник: CENI Архивная копия от 20 апреля 2021 на Wayback Machine |                                               |           |       |